# Giuseppe Capogrossi
Giuseppe Capogrossi, né le 7 mars 1900 à Rome (Latium) et mort le 9 octobre 1972 dans la même ville, est un graphiste et peintre italien actif au XXe siècle.

## Biographie
Giuseppe Capogrossi naît le 7 mars 1900 à Rome.
Après avoir obtenu son diplôme de droit en 1922, il décide de devenir peintre et fréquente l'atelier de Felice Carena, tout en nouant une amitié très étroite avec le peintre italien Emanuele Cavalli, une association presque symbiotique qui dure jusqu'en 1945 environ.
De 1927 à 1932 il vit à Paris.
Il est un membre de la Nouvelle école romaine de peinture avec Corrado Cagli et Emanuele Cavalli. Il acquiert une importance considérable dans le paysage italien de l'informel (signe informel) avec Lucio Fontana (informel gestuel) et Alberto Burri (document informel).
Comme invité, il participe pendant plusieurs années aux expositions à la Biennale de Venise et à la Quadriennale de Rome ainsi qu'aux prix de Bergame en 1939, 1940 et 1942.
Il participe à plusieurs reprises à l'exposition Documenta de Cassel ainsi qu'à la Biennale de San Paolo au Brésil.
En 1960, il expose à la 2e Biennale internationale de Tokyo.
Il meurt le 9 octobre 1972 dans sa ville natale.

## Œuvres
- Superficie 154 (1956), Gallerie d'Italia, Milan,

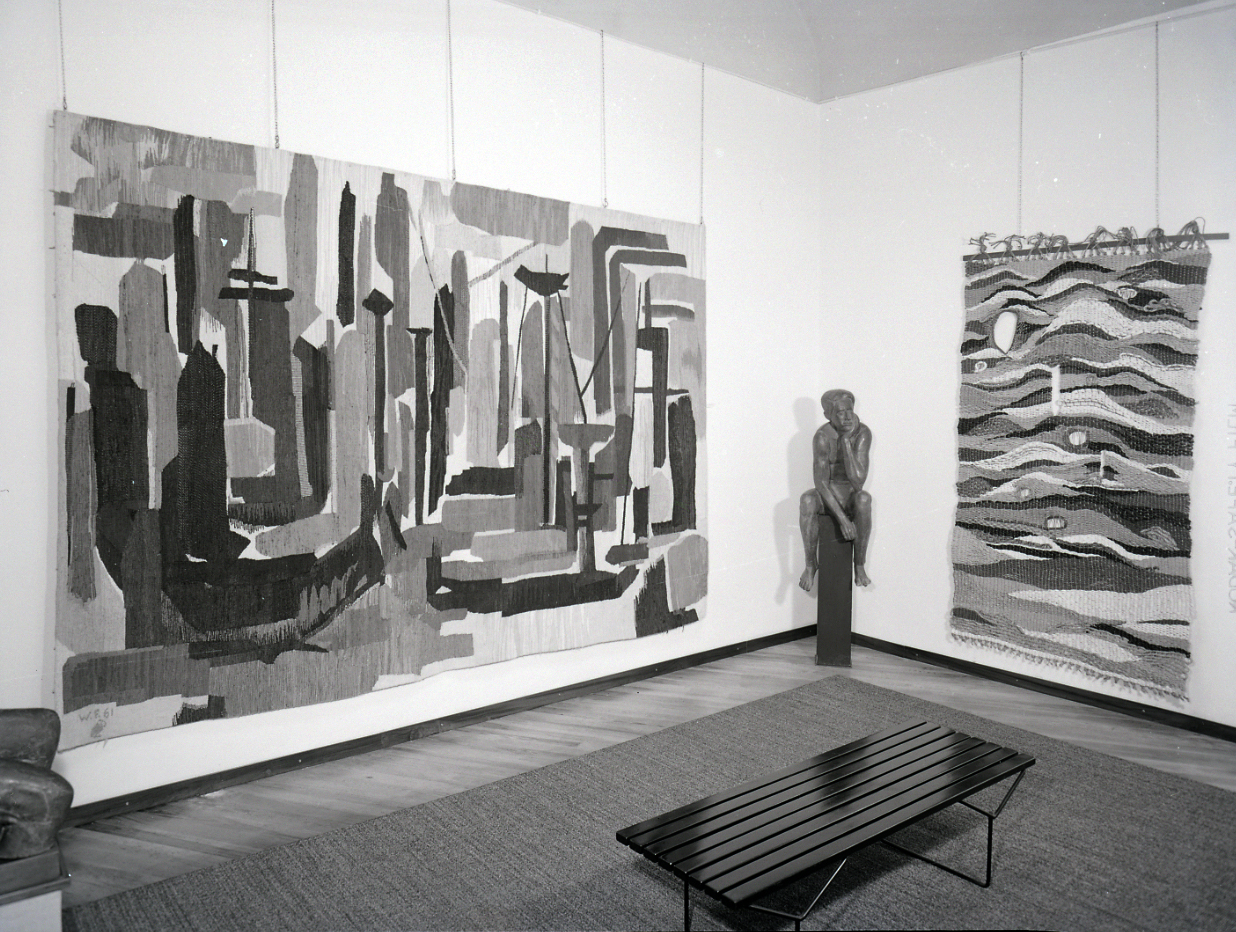
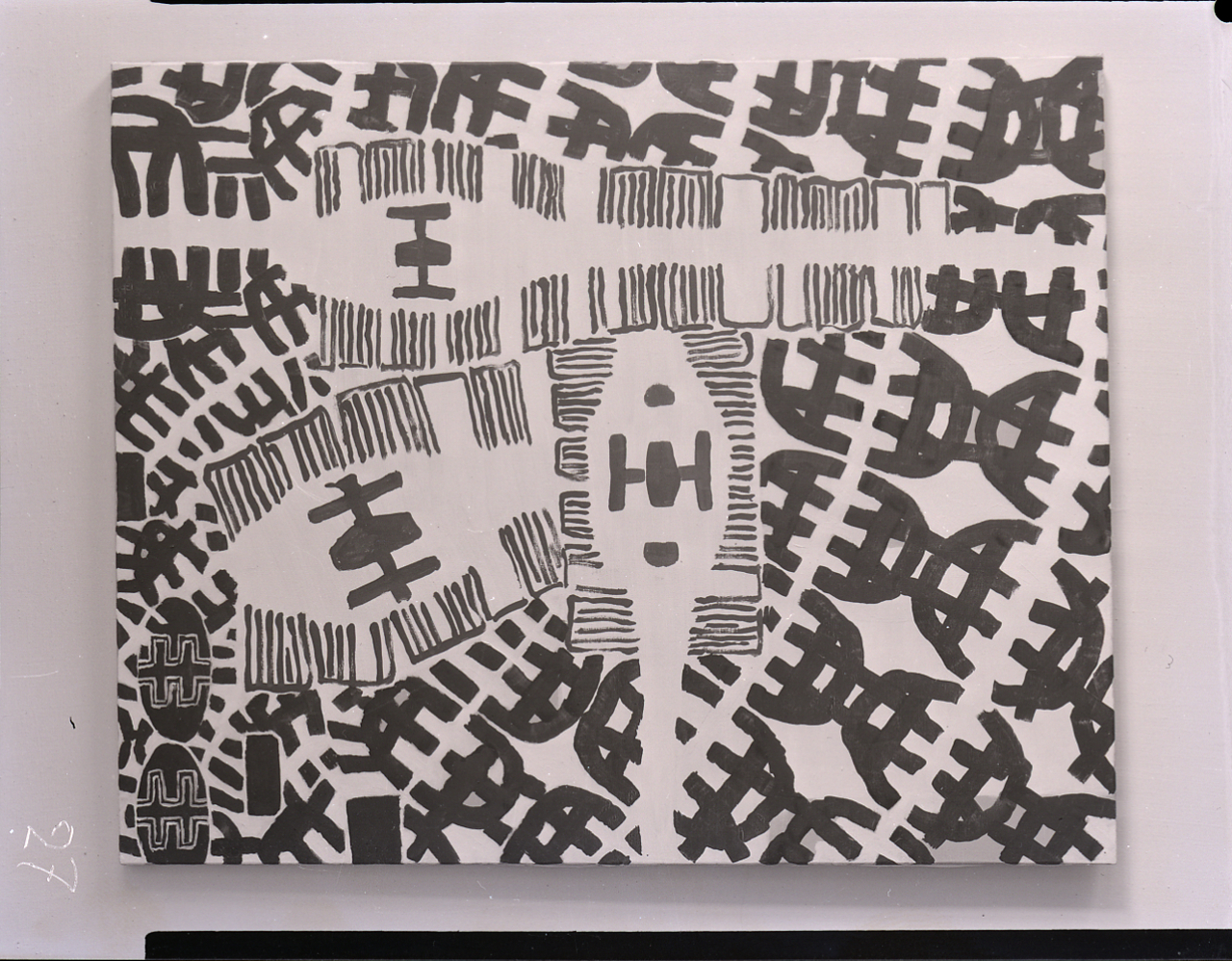

- Superficie 195.